# Vierhäuser
Vierhäuser ist ein Ortsteil in der Ortschaft Reinsdorf im sächsischen Landkreis Mittelsachsen.
Die kleine Straßensiedlung liegt im äußersten Westen der Stadt Waldheim an der Straße von Reinsdorf ins benachbarte Hoyersdorf nach Geringswalde. Vierhäuser besteht heute aus fünf Häusern. Für den 1. Dezember 1880 sind 19 Einwohner in vier Häusern belegt. Vierhäuser gehört seit jeher zu Reinsdorf, das 1994 nach Waldheim eingemeindet wurde.
Trotz seiner ausgesprochen kleinen Ausdehnung findet Vierhäuser als Ortsteil von Waldheim sogar einen Platz in der Hauptsatzung der Stadt.

## Belege
1. ↑  Saxony (Kingdom) Statistisches Landesamt: Alphabetisches Verzeichniss der im Königreiche Sachsen belegenen Stadt- und Landgemeinden: mit den zubehörigen, besonders benannten Wohnplätzen ... : nebst alphabetischem Register. C. Heinrich, 1884 (google.com [abgerufen am 27. März 2024]).
2. ↑  Stadt Waldheim: Hauptsatzung der Stadt Waldheim. 14. November 2014, abgerufen am 27. März 2024 (Die Hauptsatzung ist unter der angegebenen Internetadresse herunterladbar.).